# Гаврилівка (Барвінківська міська громада)
Гаври́лівка — село в Україні, у Барвінківській міській громаді Ізюмського району Харківської області. Населення становить 522 осіб. До 2020 орган місцевого самоврядування — Барвінківська міська рада.

## Географія
Село Гаврилівка примикає до села Ковалівка, в селі знаходиться залізнична станція Гаврилівка. Через село протікає струмок Домаха (в народі має назву Домасі) на якому зроблені загати. Селом пролягає автошлях територіального значення  Т 2113.

## Історія
Гаврилівка заснована у 1780 році. У 1797 році тут на кошти прихожан і поміщиків зводиться дерев'яна однопрестольна Архангело-Гаврилівська церква, при якій відкривається школа і училище. У 1869 році через село пролягла Курсько-Харківсько-Азовська залізниця, яка дала поштовх подальшому розвитку села. У 1905 році неподалік від залізничної станції німець-колоніст Браун побудував паровий млин, працювали залізничні майстерні.
Село постраждало внаслідок геноциду українського народу, проведеного урядом СССР в 1932—1933 роках, кількість встановлених жертв в Богдановому, Гаврилівці та Пригожому — 175 людей.
12 червня 2020 року, відповідно до Розпорядження Кабінету Міністрів України  № 725-р «Про визначення адміністративних центрів та затвердження територій територіальних громад Харківської області», увійшло до складу Барвінківської міської територіальної громади.
19 липня 2020 року, в результаті адміністративно-територіальної реформи та ліквідації Барвінківського району, село увійшло до складу Ізюмського району.

## Населення
Згідно з переписом УРСР 1989 року чисельність наявного населення села становила 754 особи, з яких 338 чоловіків та 416 жінок.
За переписом населення України 2001 року в селі мешкало 800 осіб.

### Мова
Розподіл населення за рідною мовою за даними перепису 2001 року:
| Мова       | Відсоток |
| ---------- | -------- |
| українська | 92,93 %  |
| російська  | 6,59 %   |
| інші       | 0,48 %   |

## Інфраструктура
У Гаврилівці є паливний склад, дільниця райавтодору, відділення ВАТ «Барвінкове-агро». На території сільської ради розташована Пригожівська державна сортовипробувальна дільниця, підстанція РЕМ, працює хлібопекарня Барвінківської спілки споживчих товариств. В околиці села є кілька глиняних кар'єрів.
В селі функціонує загальноосвітня школа І — III ступенів, де навчається 194 учнів й працює 19 вчителів. Є кілька магазинів. У селах Африканівка, Котовка, Пригоже також діють загальноосвітні школи, сільські Будинки культури, ФАПи та інші соціально-культурні заклади.

## Відомі особи

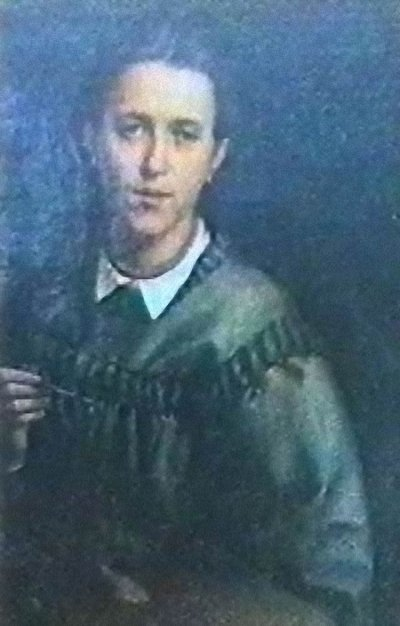
Марія Раєвська-Іванова. Автопортрет (1866). Приватна збірка. Харків

В селі народилася і похована перша в царській Росії жінка-художник М. Д. Раєвська-Іванова (1840—1912 рр.), засновниця однієї з перших на теренах царської Росії художньої школи.
Марія Дмитрівна у 1872 році обрана «почесним вільним общинником» Петербурзької Академії мистецтв. Вона є автором цілого ряду статей, брошур з художньо-педагогічних питань і цінних посібників — «Азбука рисования для семьи и школьї» та «Прописи злементов орнамента для технических школ». Як художниця, Марія Раєвська-Іванова створила ряд живописних і акварельних творів, які відзначаються чіткістю малюнка і відчуттям колориту. Це «Автопортрет» (1866 р.), «Смерть селянина в Україні» (1868 р.) тощо.
З 1869 по 1896 роки енергійна і віддана благородній справі жінка очолювала художню освіту в Харкові. Тільки втративши зір, вона передала свою приватну малювальну школу у відання міських органів.
На базі школи Раєвської-Іванової було спочатку утворено міську школу малювання і живопису, а у 1912 році — художнє училище. До останніх днів свого життя Марія Дмитрівна Раєвська брала найгарячішу участь у всіх справах заснованої нею школи, підтримувала найтісніші зв'язки зі своїми земляками.
- Александров Володимир Степанович (1825 — †1894) — український письменник, лікар, музикант, фольклорист, краєзнавець. Доктор медицини з 1859 року.